# Marek Tomaszewski
Marek Tomaszewski (ur. 20 listopada 1943 w Krakowie) – polski pianista, współtwórca duetu fortepianowego Marek i Wacek.

## Życiorys
Marek Tomaszewski i Wacław Kisielewski poznali się, gdy mieli po 18 lat; obaj studiowali w Państwowej Wyższej Szkole Muzycznej w Warszawie. Zaczęli koncertować w Polskim Radio w 1963 roku. Rok potem grali pierwsze koncerty w Polsce. W 1966 roku obaj z Wacławem Kisielewskim skończyli pierwszy etap studiów muzycznych u profesora Zbigniewa Drzewieckiego.
Po studiach na Akademii grał z Wackiem koncerty m.in. z Ewą Demarczyk, Violettą Villas i Anną German, a także z Marlene Dietrich w jej koncertach w Polsce.
Potem nastąpił wyjazd do USA i Kanady, a także występy w paryskiej Olimpii. W 1967 z Wackiem na Festiwalu Variette w Rennes otrzymali nagrodę „Złotego Gronostaja”. W Paryżu Marek Tomaszewski spotkał pianistę Artura Rubinsteina. Rozmowa z nim przekonała Marka, że „nie ma gorszej czy lepszej muzyki. Musi być tylko dobrze zagrana”. W 1970 w Rozgłośni Polskiej Radia Wolna Europa nagrywali kolędy, kiedy dotarła do nich informacja o dramacie stoczniowców.
Rok 1973 przyniósł szereg artystycznych sukcesów, koncertowali w licznych krajach Europy, wliczając kraje skandynawskie.
W połowie lat siedemdziesiątych Marek Tomaszewski osiadł na stałe we Francji. Spotykał się z Wacławem Kisielewskim w Paryżu oraz w Warszawie, gdzie wspólnie pracowali nad programem. Ciągle koncertowali, a ich tournée po NRD na początku lat 80. skończyło się wydaleniem ich stamtąd z powodu znaczków „Solidarności” w klapie.
12 lipca 1986 w wypadku samochodowym zginął Kisielewski i duet przestał istnieć. Marek Tomaszewski ograniczył publiczne występy. Wraz z Michelem Prezmanem koncertował w duecie „Marek & Michel” i nagrał płytę "America" (1988). W tym czasie przygotował też płytę solową "Premiere" w studiu Polskiego Radia.
Członek Stowarzyszenia Pracowników, Współpracowników i Przyjaciół Rozgłośni Polskiej Radia Wolna Europa Imienia Jana Nowaka-Jeziorańskiego.
Mieszka w Parmain pod Paryżem. Zajmuje się głównie nauczaniem gry na fortepianie w swojej szkole improwizacji i jazzu, publicznie występuje bardzo rzadko.